# Толстой, Пётр Петрович (полковник)
Граф (1724—1727) Пётр Петрович Толстой (1686 — 24 октября 1728) — нежинский полковник в 1719—1727 гг. Второй сын первого графа Толстого, родоначальник младшей линии графского рода Толстых.
В 1718 году Пётр I посватал за Петра Толстого младшую дочь гетмана Скоропадского — Ульяну или Анастасию (9 марта 1703 — 13 марта 1733). Бракосочетание состоялось в Глухове 12 октября 1718 года. В приданое Толстой получил от гетмана Веркиевку с Берестовцем, Володькову Дивицу, Крупичполь с Вишневкою и Сваричевкою, Максимовку, Рожновку и Перевод.
В 1719 году по связям Толстого с Малороссией царь направил его в Нежинский казачий полк вместо ставленника местной старшины Жураковского. Поселившись у тестя в Глухове, Толстой получил от него доходное право табачной десятины. Он быстро нашёл общий язык с казаками и пытался отстаивать их интересы перед высшими властями. Так, в 1721 году он писал Полуботку:

Многие ко мне из сотен полка моего заходят жалобы, что панове бунчуковое товариство от всяких повинностей сами собою своих подданных защищают, как то, например, панове Кочубеи бахмацкого атамана на Батуринской ярмарке, в двор свой насильно затягнувши, не милостивым окрыли боем, так что едва жив остался. Того ради благоволи, пан, самовольство их ускромнить.
После конфликта своего отца с Меншиковым был смещён с полковничества и удалился в подмосковное имение Яковлево, где в отчаянии предавался пьянству. Умер 24 октября 1728 года «с той причины, что питьём излишним водки он повредил лёгкое и нажил эпилепсию». Его вдова с детьми через год получила позволение вернуться в Малороссию к матери, где 4 года спустя умерла от чахотки. Супруги оставили потомство:
- Александр (1719—12.01.1792[4]), майор лейб-гвардии Конного полка, похоронен в Донском монастыре; женат на Евдокии Львовне Измайловой (1731-1794), дочери генерал-поручика Л. В. Измайлова; у них дети Дмитрий, Николай, Пётр.
- Иван (1722—1762); женат на дочери нежинского полковника И. С. Хрущёва; у него сын Николай.
- Анастасия, жена генерал-аншефа И. А. Салтыкова; их сын князь Н. И. Салтыков.

Сыновья Петра и Ульяны меньше пострадали от гонения на Толстых, чем потомство его старшего брата Ивана. Свои малороссийские имения они продали в 1752 году Осипу Закревскому, зятю всесильных братьев Разумовских.
Портрет Петра Петровича Толстого в данный момент находится в коллекции Ярославского художественного музея. До 1979 года выставлялся под названием «Портрет неизвестного», неизвестного художника. Специалистом ВХНРЦ им. Грабаря П. И. Барановым была установлена личность изображенная на портрете, а также проведено серьёзное восстановление произведения. Копия картины, так же неизвестного художника, выполненная в XVIII веке, находится в Государственном Русском музее.